# Geothlypis philadelphia
A Geothlypis philadelphia a madarak osztályának verébalakúak (Passeriformes) rendjébe és az újvilági poszátafélék (Parulidae) családjába tartozó faj.

## Rendszerezése
A fajt Alexander Wilson amerikai ornitológus írta le 1810-ben, a Sylvia nembe Sylvia Philadelphia néven. Sorolták az Oporornis nembe Oporornis philadelphia néven is.

## Alfajai
- Geothlypis tolmiei monticola (A. R. Phillips, 1947)
- Geothlypis tolmiei tolmiei (J. K. Townsend, 1839)[2]

## Előfordulása
Észak-Amerika északi részén, Kanadában és az Amerikai Egyesült Államokban fészkel. Telelni Mexikóba, a Karib-térségbe, Közép-Amerikába és Dél-Amerika északi részére vonul. Kóborlásai során eljut Európába is.  Természetes élőhelyei a mérsékelt övi erdők és cserjések.

## Megjelenése
Testhossza 13–15 centiméter, testtömege 9,6–18 gramm.
|  |

## Életmódja
Rovarokkal és más ízeltlábúakkal táplálkozik.

## Természetvédelmi helyzete
Az elterjedési területe rendkívül nagy, egyedszáma viszont csökken, de még nem éri el a kritikus szintet. A Természetvédelmi Világszövetség Vörös listáján nem fenyegetett fajként szerepel.